# Ve válce sporáků je vše dovoleno
Ve válce sporáků je vše dovoleno (v anglickém originále All's Fair in Oven War) je 2. díl 16. řady (celkem 337.) amerického animovaného seriálu Simpsonovi. Scénář napsal Matt Selman a díl režíroval Mark Kirkland. V USA měl premiéru dne 14. listopadu 2004 na stanici Fox Broadcasting Company a v Česku byl poprvé vysílán 18. března 2007 na stanici ČT2.

## Děj
Marge a Homer zjistí, že sousední dům je na prodej, a obdivují jeho rozsáhlou kuchyň. Poté, co si Marge uvědomí špatnou kvalitu své vlastní kuchyně, požádá Homera, aby najal dodavatele. Protože nechce platit cenu za jeho najmutí, rozhodne se ji předělat sám. Při přestavbě kuchyně Homer objeví svou starou sbírku časopisů Playdude. Když je Marge uvidí, nevinně jí řekne, že si je nechal jen kvůli článkům, a ona se rozhodne ujistit se tím, že z časopisů vystřihne všechny fotografie. Poté Homer usoudí, že už jsou k ničemu, a vyhodí je, přičemž je najdou Bart a Milhouse. Po přečtení časopisů ze 70. let se inspirují k renovaci svého domku na stromě. Poté, co Homerovy pokusy o přestavbu kuchyně selžou, se Marge nakonec rozhodne najmout si stavební firmu sama. 
Přestože dodavatel ujišťuje, že renovace bude hotová za 3 týdny, trvá 2 roky. Nakonec je Margina kuchyně za 100 000 dolarů předělána. V kuchyni pak uvaří své první jídlo, které získá nadšené recenze od mnoha obyvatel Springfieldu i od spisovatele Thomase Pynchona. V obchodě Kwik-E-Mart narazí Marge na reklamu na pekařskou soutěž Ovenfresh, v níž je hlavní cenou být mluvčí Ovenfresh, „teta Ovenfreshová“. Na radu Neda Flanderse se rozhodne přihlásit se do soutěže se svým dezertem a vyhraje, když porazí Ralphův „pastelkový sendvič“. Na soutěži většina soutěžících podvádí tím, že záměrně zničí Margin dezert a zároveň ji uráží. A tak když je Marge sama v porotcovské místnosti, pomstí se tím, že všechny soutěžní příspěvky zkazí Maggiiným lékem na uši. Toho je svědkem Líza, která v ni proto ztratí důvěru. 
Mezitím šéf Wiggum a další znepokojení rodiče mluví s Homerem o tom, že Bart šíří Playdude mezi ostatní děti. Když si uvědomí, že Bart získal časopisy, jež vyhodil, rozhodne se s ním Homer promluvit o sexu. Po rozhovoru zděšený Bart rychle rozšíří povídání mezi Milhouse a ostatní děti, čímž je také vyděsí. Mezitím Líza konfrontuje Marge za to, že podvádí, ale ta své jednání obhajuje tím, že ji k tomu svými výstřelky dotlačila konkurence. Při finále pečení proti Brandine Spucklerové Marge zvažuje, že bude znovu podvádět, ale pak objeví vzkaz od Lízy a přizná se ke své nekalé hře, čímž obnoví Lízinu důvěru v ni. Nedlouho poté se objeví nový sáček mouky tety Ovenfresh s Brandine a její manžel Cletus se zmíní, že ho opustila kvůli Jamesi Caanovi. V reakci na to Cletusovi přátelé přepadnou Caana u mýtné brány a postřelí ho ve scéně připomínající smrt Sonnyho Corleoneho, Caanovy postavy ve filmu Kmotr. Ten přežije a na scénu si stěžuje.

## Produkce
V epizodě hostuje samotářský spisovatel Thomas Pynchon, jenž má na hlavě papírový pytel, a jeho role je převzata z dílu 15. řady Tiráda americké hospodyňky. Podle výkonného producenta Ala Jeana pomáhal Pynchon psát vtipy pro své vystoupení. V epizodě hostuje také James Caan, který je poprvé vidět v Bartově domku na stromě. Poté je ukázán, jak chodí s Brandine Spucklerovou, a později je zastřelen burany u mýtné brány. Thomas Pynchon nabízí náhled na Margino vaření. Pynchon přispívá vlastními vtipy – včetně slovní hříčky, kterou navázal na své nejznámější dílo The Frying of Latke 49. Pynchon odmítl nazvat Homera „tlustoprdem“, protože o něm nechtěl mluvit špatně.
V původní verzi tohoto dílu poté, co Homer řekne Marge, že je „nejlepší kuchař v domě“, Marge zabručí: „Eh, BFD.“, což znamená „big, fucking deal“. V nedělních nočních reprízách na stanici FOX je „F“ ve slově „BFD“ ztlumeno. Původní hláška je slyšet v syndikovaných a britských reprízách. V syndikované verzi je také uvedena Russi Taylorová, která v původní verzi dílu uvedena nebyla. Parodie na Kmotra byla v britské verzi zkrácena a několik sexuálních narážek z Bartovy Playdude zápletky bylo odstraněno. Seriál se ve Velké Británii vysílá v 6 hodin večer, a tak bylo třeba, aby byl vhodný pro děti.

## Kulturní odkazy
Anglický název dílu je hříčkou s příslovím „Nejsou pravidla pro lásku.“, které se nachází v knize Johna Lylyho Euphues ze 16. století a které se běžně používá k ospravedlnění podvádění. V epizodě zazní 3 různé písně – během Homerovy fantazie o tom, jak žije vedle sebe, hraje v pozadí píseň „Separate Ways (Worlds Apart)“ od Journey, „Boplicity“ od Milese Davise poslouchají Bart a Milhouse a v Bartově domku na stromě hraje v pozadí „Take Five“ od The Dave Brubeck Quartet. Závěrečná scéna dílu, v níž je James Caan přepaden burany u mýtné brány, je parodií na scénu z filmu Kmotr, kdy je Sonny Corleone, kterého Caan ztvárnil, zastřelen u mýtné brány. Tato scéna byla také parodována v epizodě Pan Pluhař, v níž je Bart zasypán sněhovými koulemi Nelsonem a jeho partou rváčů. Marge naznačující, že papež v poslední době nechává věci plavat, je narážkou na skandál se sexuálním zneužíváním z počátku tisíciletí.

## Přijetí
V původním americkém vysílání díl sledovalo zhruba 11,64 milionu diváků. Epizoda obdržela rating 6,4.
Díl získal pozitivní hodnocení kritiků. Eric Messinger z týdeníku Springfield Weekly udělil epizodě známku B−, přičemž uvedl, že část s Marge „potřebovala ještě trochu doladit“. Pochválil však pasáž o Bartovi a uvedl, že díl zachránila a že Bart, jenž neviděl nahotu v časopisech Playdude, fungoval dobře v každém vtipu a část téměř připomínala epizodu 3. řady Bart vrahem. Pochválil také hostování Jamese Caana, když uvedl, že „fungovalo docela dobře, zejména se závěrečnou výplatou Kmotra“. V roce 2012 časopis New York označil epizodu za jednu z 10 nejlepších pozdějších epizod Simpsonových. Ellwood Hughes z časopisu Entertainment Focus považoval díl za vrchol řady. Chris Morgan z časopisu Cinema Sentries díl pochválil a poznamenal: „Je to pravděpodobně nejlepší epizoda, která se vysílala po přelomu tisíciletí, a vlastně je to jedna z nejlepších epizod seriálu vůbec.“. Recenze DVD 16. řady na webu alternativeaddiction.com ji uvedla jako jeden z „neuvěřitelně zábavných nápadů na epizody“. V žebříčku 150 nejlepších epizod Simpsonových časopisu Rolling Stone byl díl umístěn na 89. místo.